# Ladakh (dystrykt)
Ladakh (tyb.: ལ་དྭགས་ La dwags, hindi: लद्दाख़ [ləd̪.d̪ɑːx], urdu: لدّاخ) – największy dystrykt indyjskiego stanu Dżammu i Kaszmir, zajmujący prawie połowę powierzchni tego stanu. Stolicą dystryktu jest Leh.